# Pīr Yādegār
Pīr Yādegār (persiska: پیر یادگار, پير يادگار, پير يادِگار) är en ort i Iran.   Den ligger i provinsen Västazarbaijan, i den nordvästra delen av landet, 600 km nordväst om huvudstaden Teheran. Pīr Yādegār ligger 1 309 meter över havet och antalet invånare är 232.
Terrängen runt Pīr Yādegār är huvudsakligen kuperad, men åt nordväst är den platt. Terrängen runt Pīr Yādegār sluttar västerut.Runt Pīr Yādegār är det ganska tätbefolkat, med 75 invånare per kvadratkilometer. Närmaste större samhälle är Qarah Ẕīā' od Dīn, 18,0 km väster om Pīr Yādegār. Trakten runt Pīr Yādegār består i huvudsak av gräsmarker.